# Wendy Hall
Dame Wendy Hall, DBE FRS (n. 25 octombrie 1952, Londra, Anglia, Regatul Unit) este o informaticiană britanică. Ea este Regius Profesor în informatică la Universitatea Southampton.

## Începutul vieții și educația
Wendy Hall s-a născut în vestul Londrei și a terminat liceul la Ealing Grammar School for Girls. A urmat studii universitare și postuniversitare în matematică la Universitatea Southampton. Și-a obținut diploma de licență în 1974, și titlul de Doctor în Filosofie (PhD) în 1977. Teza sa de doctorat s-a intitulat Automorphisms and coverings of Klein surfaces. Apoi, și-a obținut diploma de masterat în informatică la City University în Londra.

## Cariera
Hall a revenit la Universitatea din Southampton în 1984, unde s-a alăturat grupului nou format de informatică, lucrând în multimedia și hipermedia. Echipa ei a creat sistemul Microcosmos hypermedia  (precursor al World Wide Web, înainte ca acesta să existe), care a fost comercializat prin intermediul startupului Multicosm Ltd.
În 1994, Hall a fost prima femeie numită profesor universitar de inginerie la Universitatea Southampton. Între 2002 și 2007, a servit ca Rector la Catedra de Electronică și Informatică.
În 2006, Hall a devenit director fondator al Inițiativei de Cercetare în Științe Web (acum numit Web Science Trust), împreună cu Sir Tim Berners-Lee, Sir Nigel Shadbolt și Daniel Weitzner, cu scopul de a promova disciplina de Științe Web și de a încuraja colaborarea dintre Universitatea Southampton și MIT.
Hall a fost Președinte al British Computer Society între 2003 și 2004 și al Association for Computing Machinery între 2008 și 2010. Din 2014, ea servește drept Comisar pentru Comisia Mondială privind Guvernanța Internetului.
În 2017, Hall a fost numită Regius Profesor în informatică la Universitatea Southampton.

## Premii și distincții
În 2000, Hall a fost numită Comandor al Ordinului Imperiului Britanic (CBE), cu ocazia zilei de naștere a reginei. În 2009, a fost promovată la titlul de Dame Comandor al Ordinului Imperiului Britanic (DBE) în cadrul ceremoniei de Anul Nou.
De asemenea, Hall a primit diplome de onoare de la Oxford Brookes University, Universitatea Glamorgan, Universitatea Cardiff și Universitatea Pretoria.
În anul 2000, a fost aleasă membru al Academiei Regale de Inginerie (FREng). Ea este un membru al British Computer Society  (unde servește de asemenea ca Președinte) și membru al Institutului de Inginerie și Tehnologie. În 2002, a fost numită membru al organizației City and Guilds. În 2009, Hall a fost aleasă membru al organizației Royal Society.

Nominalizarea ei pentru Royal Society menționează:
„Distinguished for her contribution to understanding the interactions of humans with large scale multimedia information systems. Her early ideas which developed in parallel with development of the world wide web, www, are now forming key elements of subsequent development into the Semantic Web. Her most recent work focuses on the development of a new field of Web Science focused on understanding and exploring the various influences, science, commerce, public, politics which drive the evolution of the www. Her research is aimed at both understanding the evolution of the web and engineering its future.”
În 2006, i-a fost acordat premiul ABIE pentru conducere tehnică de către Institutul Anita Borg.
În 2010, ea a fost numită membru distins al ACM "pentru contribuții la web-ul semantic și științe web și pentru serviciul în cadrul ACM și al comunității internaționale de informatică." Ea este membrul Consiliului Consultativ al Campaniei pentru Știință și Inginerie, și membru al Academia Europaea.
în 2014, ea a fost una dintre cele 30 de femei alese de campania BCS Femei în IT.
În februarie 2013, a fost evaluată ca fiind una dintre cele mai puternice 100 de femei din Marea Britanie de către emisiunea Woman's Hour la BBC Radio 4. În 2014, pe același canal radio, ea a ales Wikipedia drept cartea pe care și-ar dori-o cel mai mult dacă ar fi abandonată pe o insulă pustie.

## Viața personală
Dame Wendy Hall este căsătorită cu Dr. Peter Chandler, un fizician.